# Tipula (Lunatipula) lanispina
Tipula (Lunatipula) lanispina is een tweevleugelige uit de familie langpootmuggen (Tipulidae). De soort komt voor in het Palearctisch gebied.